# テクノサウンド
有限会社テクノサウンド（英: Techno Sound Co.,Ltd.）は、日本の音響制作会社。日本音声製作者連盟正会員。

## 主な制作実績

### テレビアニメ
2000年
- はじめの一歩（2000年 - 2002年）

2001年
- シャーマンキング（2001年 - 2002年）
- 地球少女アルジュナ

2007年
- Devil May Cry

2008年
- カオス;ヘッド -CHAOS;HEAD-
- 屍姫 赫
- ワールド・デストラクション 〜世界撲滅の六人〜
- かのこん

2010年
- IS 〈インフィニット・ストラトス〉

2012年
- 謎の彼女X

2013年
- 進撃の巨人

2014年
- パックワールド

2016年
- SHOW BY ROCK!! しょ〜と!!
- DAYS
- 甲鉄城のカバネリ
- マクロスΔ

2017年
- 鬼平
- 進撃の巨人 Season2

2018年
- 若おかみは小学生!
- 進撃の巨人 Season3 Part.1
- 僕のヒーローアカデミア（第3期）
- 新幹線変形ロボ シンカリオン
- 銀河英雄伝説 Die Neue These
- カードキャプターさくら クリアカード編

2019年
- 進撃の巨人 Season3 Part.2
- 僕のヒーローアカデミア（第4期）（2019年 - 2020年）

2021年
- 進撃の巨人 The Final Season

2022年
- 進撃の巨人 The Final Season Part.2

2024年
- 株式会社マジルミエ

### 劇場アニメ
2002年
- パルムの樹

2010年
- マルドゥック・スクランブル 圧縮

2011年
- マルドゥック・スクランブル 燃焼

2018年
- 劇場版マクロスΔ 激情のワルキューレ
- 劇場版 進撃の巨人 Season2〜覚醒の咆哮〜
- 若おかみは小学生!

2020年
- 『進撃の巨人』〜クロニクル〜

### OVA
2005年
- モンスターファーム5 サーカスキャラバン（OVA）

2007年
- ツバサ TOKYO REVELATIONS（-2008年）

2009年
- 少女ファイト

2014年
- 進撃の巨人 悔いなき選択

### Webアニメ
2020年
- 薄明の翼

### 吹替
- SING/シング（2017年、ガース・ジェニングス監督）

## 所属スタッフ
音響監督
- 三間雅文（取締役社長）

演出
- 菅原輝明

### 過去
音響監督
- 関優子
- 高寺たけし
- 中嶋聡彦
- 若林和弘

音響効果
- 三井友和
- 小山健二
- 山田富二男
- 高寺雄
- 関美幸
- 小川隆夫
- 松本礼司